# Pont sur la Severn
Ne doit pas être confondu avec Deuxième pont sur la Severn.
Le pont sur la Severn (en anglais : Severn Bridge ; en gallois : Pont Hafren) est un pont suspendu qui franchit le fleuve Severn entre le South Gloucestershire au nord de Bristol en Angleterre et Sir Fynwy en pays de Galles du Sud en traversant Beachley, une péninsule entre  le fleuve Severn et l'estuaire de la rivière Wye.
Il s'agit du premier pont sur la Severn entre l'Angleterre et le pays de Galles, inauguré par la reine Élisabeth II le 8 septembre 1966. L'ouvrage obtint le statut de monument classé Grade I en 1998.

## Description
Le pont sur la Severn supporte l'autoroute M48 et la piste cyclable National Cycle Route 4 sur une longueur totale de 3 001 m,. Sa construction dura cinq ans.

### Severn Bridge
Le pont au-dessus de la Severn est situé à proximité de l'ancien ferry Aust entre les villages de Aust et Beachley, c'est un pont suspendu avec pylônes et tablier en acier qui possède la particularité d'avoir des suspentes obliques qui forment des « zigzags », à l'inverse de la plupart des ponts suspendus qui ont des suspentes verticales. Cette triangulation permettrait d'atténuer les vibrations. Cet ouvrage mesure 1 597 m avec une travée centrale de 988 m et des travées latérales de 305 m chacune, les pylônes s'élèvent à 136 m. Le tablier est de type caisson à dalle orthotrope, avec des tronçons de 132 t mis en place par hissage. La construction fut réalisée par l'entreprise écossaise Sir William Arrol & Co.

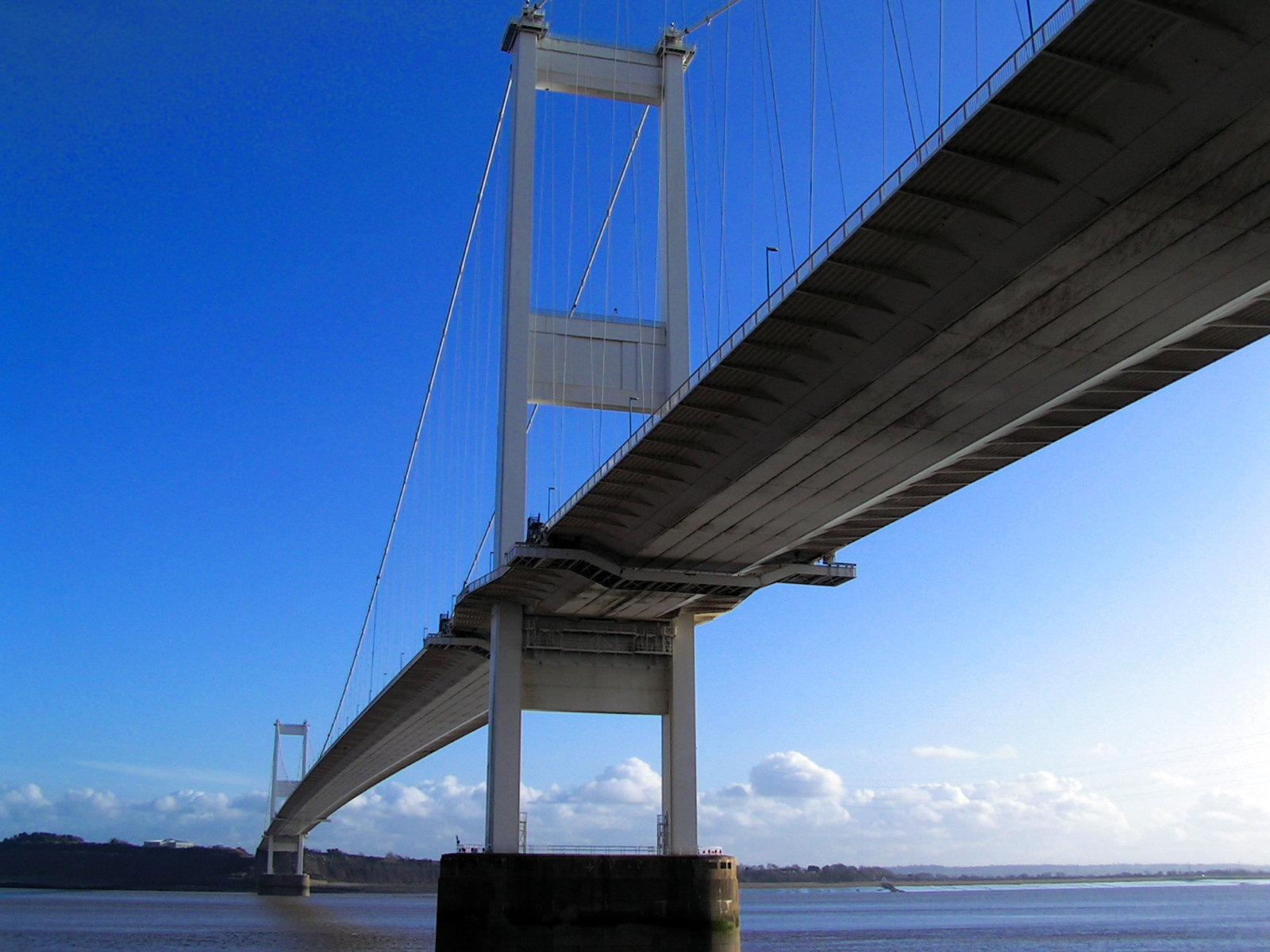
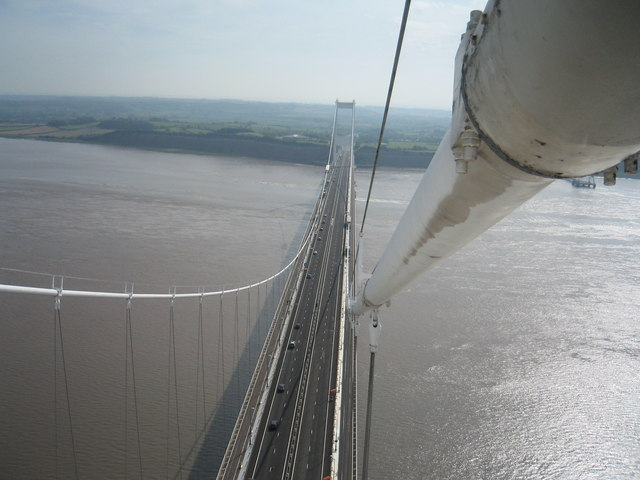
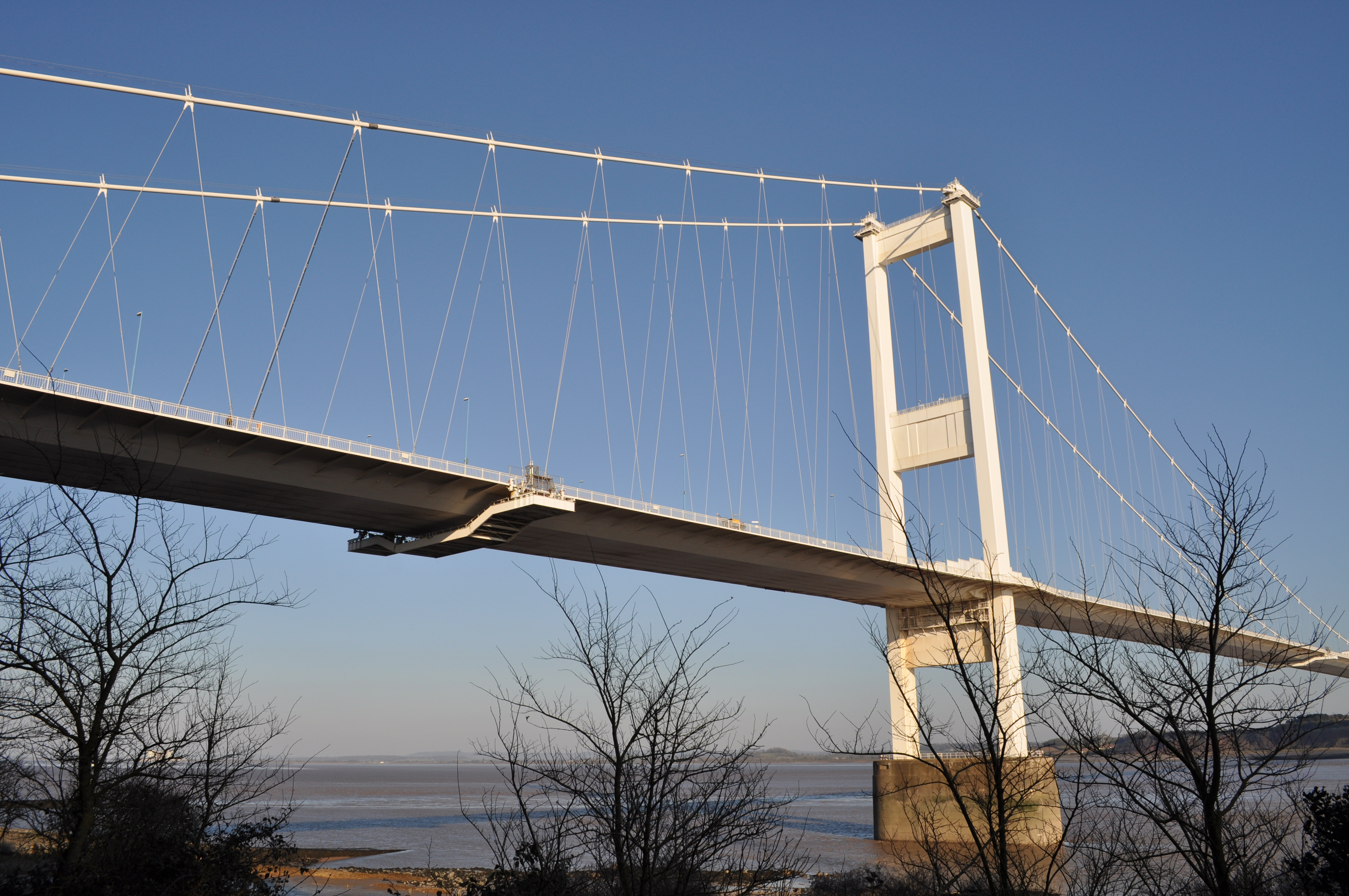
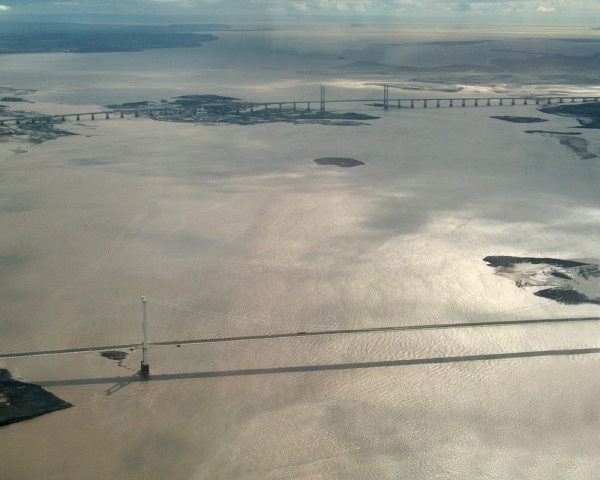

Jusqu'en décembre 2018 le pont était à péage.

### Wye Bridge
Le pont sur la Wye est un pont à haubans en acier entre Beachley et la côte galloise et juste au-dessus de la frontière entre les deux nations. Sa portée est de 234,7 m avec des travées de rive de 86,9 m et une longueur totale de 1 153 m. Son gabarit est de 15,85 m.

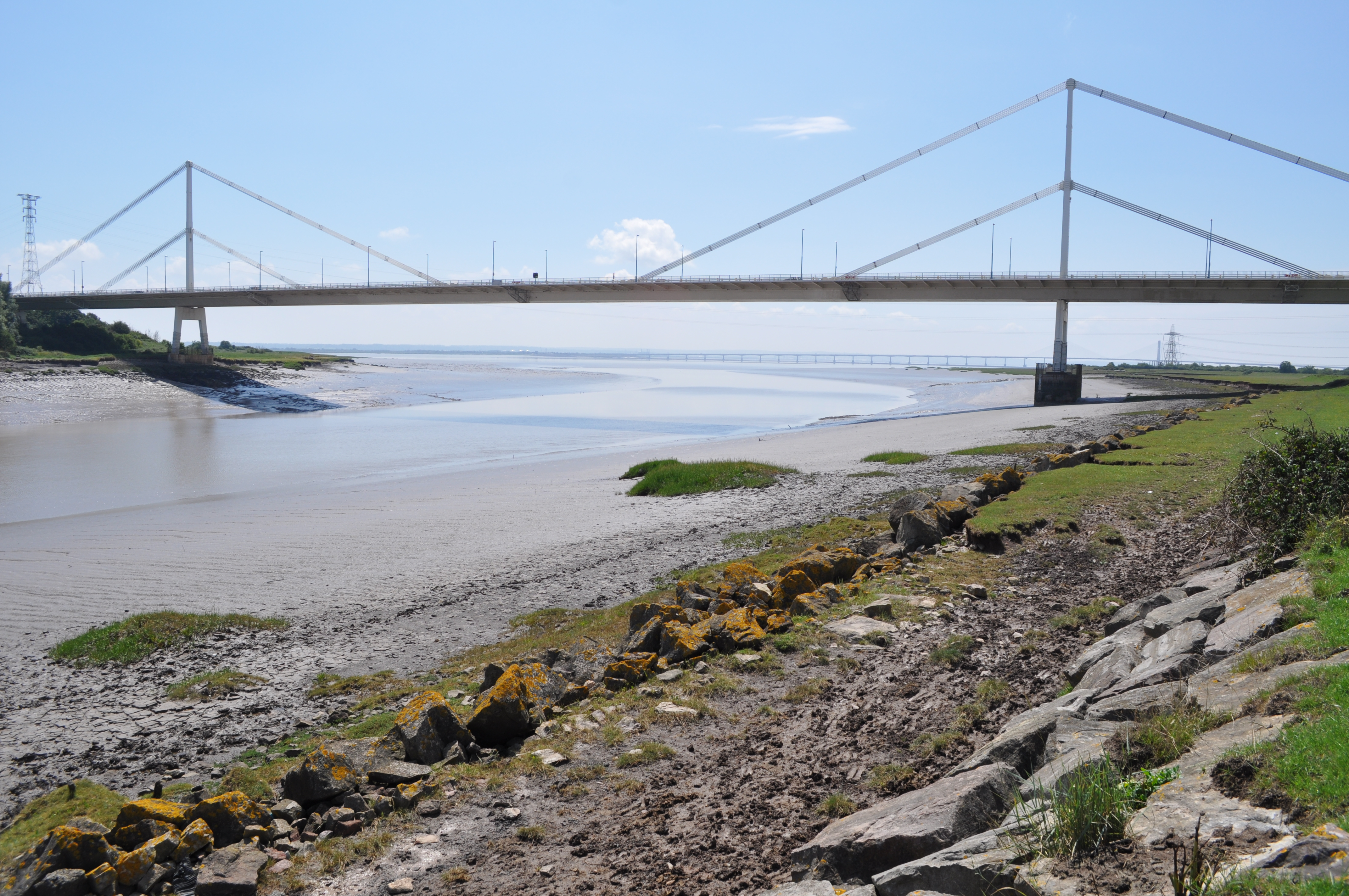
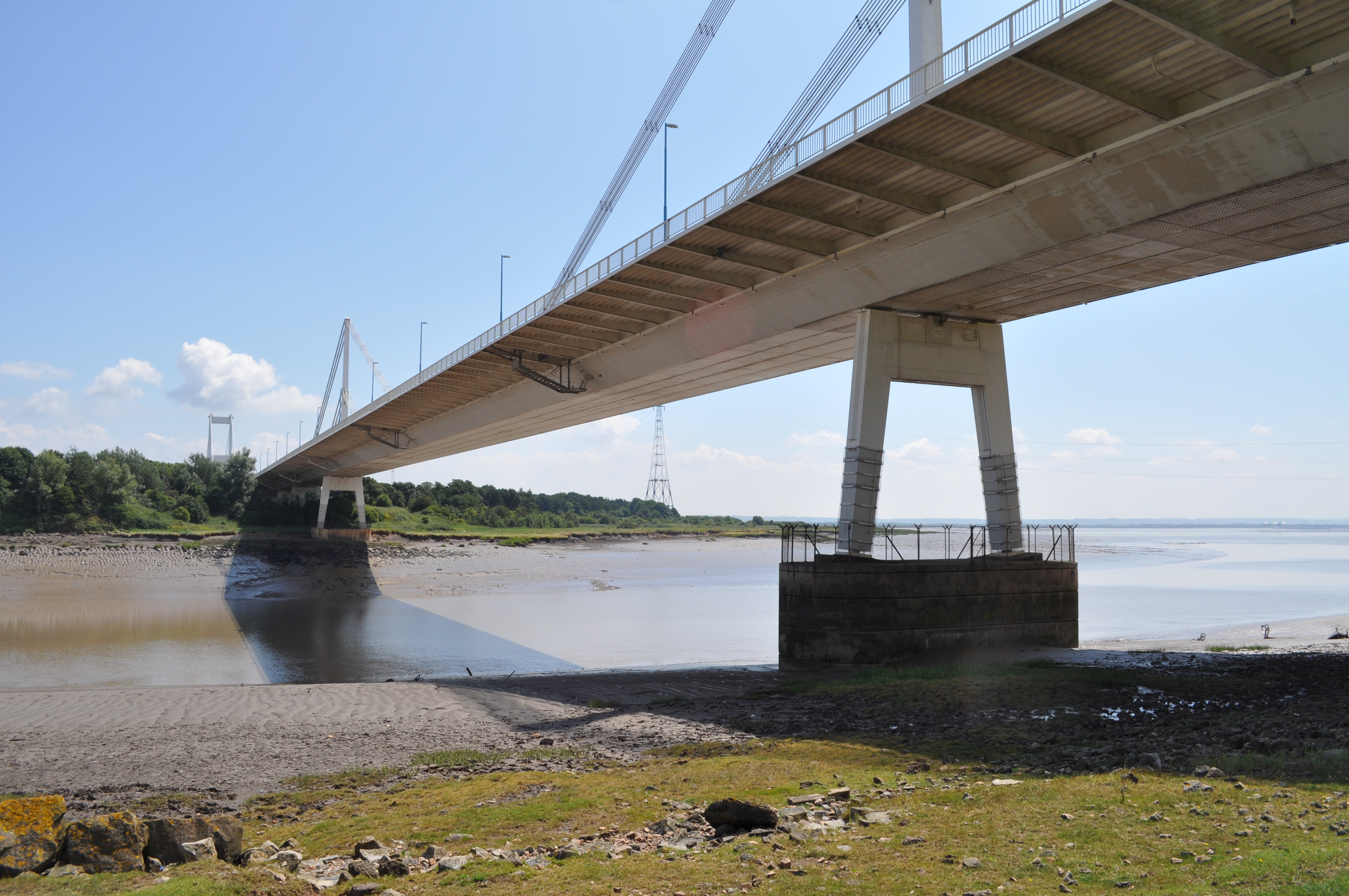
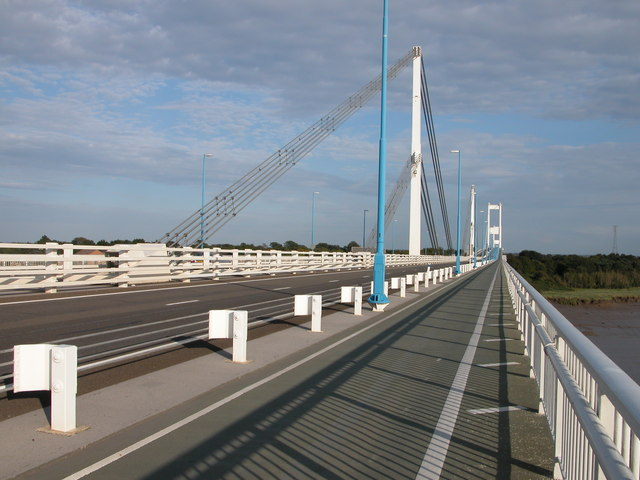

### Aust Viaduct
Le viaduc de Aust se situe entre le village d'Aust et l'ancrage sud du pont suspendu et possède un tablier en double caisson béton.

### Beachley Viaduct
Le viaduc de Beachley, entre le pont suspendu et le pont à haubans, possède un tablier du même type que celui du pont suspendu, supporté par des tréteaux en acier.

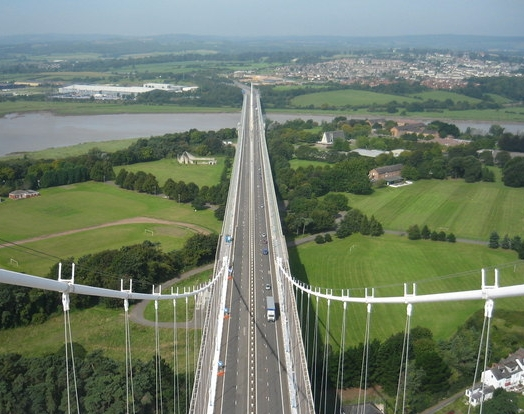